# Pino Ghisi
Pino Ghisi, all'anagrafe Giuseppe Ghisi (Tripoli, 4 febbraio 1906 – ...), è stato un calciatore italiano, di ruolo centrocampista.
Era fratello minore di Ernesto Ghisi, anch'egli giocatore del Napoli, e pertanto era conosciuto anche come Ghisi II.

## Carriera
Mediano, giocò per quattro anni in Prima Divisione con l'Internaples, arrivando nel 1925-1926 alla finale della Lega Sud persa contro l'Alba Roma; in seguito giocò per un anno in Divisione Nazionale con la Fortitudo Roma e per altre tre stagioni in massima divisione con la maglia del Napoli.